# 下川手村
下川手村（しもかわてむら）は、かつて岐阜県稲葉郡にあった村である。
現在の岐阜市下川手、西川手、東川手、石切町、西明見町、東明見町、矢倉町、村里町、朝霧町、八坂町、正法寺町などに該当する。
南北朝時代から戦国時代にかけて、土岐氏の川手城があり、その城下町であった。この城下町は応仁の乱により都から逃げ延びた公家らが、当時の守護職で力のあった土岐氏を頼って移住したこともあり、大いに繁栄したという。
町村制で当村の発足時は厚見郡であったが、郡の合併で稲葉郡の村となっている。

## 歴史
- 1353年（文和2年） - 土岐頼康により川手城が築かれ、川手に城下町が形成される。
- 1530年（享禄3年） - 川手城が廃城となる。廃城後も川手は斎藤道三等の加護で繁栄したが、織田信長の時代には衰退した。
- 江戸時代末期、この地は加納藩領であった。
- 1889年（明治22年）7月1日 - 町村制により、下川手村発足。
- 1897年（明治30年）4月1日[2] - 方県郡の一部、厚見郡、各務郡が合併し、稲葉郡となる。当村は稲葉郡の村となる。
- 1897年（明治30年）4月1日 - 領下村、上川手村と合併し、厚見村が発足。同日下川手村は廃止。